# Cao Ly Minh Tông
Cao Ly Minh Tông (Hangul: 고려 명종, chữ Hán: 高麗 明宗; 8 tháng 11 năm 1131 – 3 tháng 12 năm 1202, trị vì 1170 – 1197) là quốc vương thứ 19 của Cao Ly. Ông là con trai thứ ba của Cao Ly Nhân Tông và Cung Duệ Vương hậu. Ông có tên húy là Vương Hạo (王晧, 왕호), tự Chi Đán (之旦, 지단), nguyên phong Dục Dương công (翼陽公) trước khi lên ngôi.
Người con trai thứ hai của Nhân Tông, Đại Ninh hầu Vương Cảnh (대령후 왕경), học rộng hiểu sâu, vốn được chọn là người kế vị, nhưng đại huynh của ông đã lên ngôi, tức vua Cao Ly Nghị Tông. Về sau, Vương Cảnh bị Trịnh Trọng Phu sát hại do lo sợ hậu họa trong tương lai. Nghị Tông bị phế truất, Minh Tông nối ngôi vua anh.
Minh Tông là một vị vua yếu ớt, và chỉ ngồi trên ngai vàng để cho dân chúng thấy rằng họ vẫn có vua, còn lãnh đạo thật sự là các tướng lĩnh quân binh. Thời kỳ trị vì của ông chứng kiến nhiều cuộc đổ máu cũng như cái chết của các phiến quân nổi loạn là Trịnh Trọng Phu (郑仲夫), Lý Nghĩa Phương (李義方), Lý Cao (李高, bị Lý Nghĩa Mẫn giết) và Lý Nghĩa Mẫn (李義旼).
Khánh Đại Thăng (慶大升) tuy cũng là võ quan áp chế chính quyền như Lý Nghĩa Phương, nhưng lại làm nhiều việc được lòng dân chúng. Minh Tông vì đó lại ghen ghét với danh tiếng của ông. Năm 1183, Khánh Đại Thăng mất, Lý Nghĩa Mẫn được Minh Tông triệu về kinh và giao chức Công bộ thượng thư.
Một dịp, Minh Tông cho gọi Lý Nghĩa Mẫn tháp tùng vua đi lễ Phật ở chùa Bojesa (보제사, 普濟寺) gần Tây Kinh (Bình Nhưỡng). Nghĩa Mẫn khướt từ, bảo rằng đang bệnh rồi bỏ lên biệt phủ trên núi Di Đà (미타산, 彌陀山) nghỉ ngơi. Thôi Trung Hiến liền cho người phục kích giết chết Mẫn khi ông đang trên núi. Cả dòng tộc họ Lý đều bị tru di. Thôi Trung Hiến trở thành võ quan chuyên quyền tiếp theo. Nhà họ Thôi thay nhau nắm quyền nhiều năm sau đó, gọi là Thôi thị chính quyền (최씨정권, 崔氏政權).
Năm 1197, Minh Tông bị Thôi Trung Hiến giam vào Xương Lạc cung (昌樂宮), chấm dứt niên đại của ông; đày Thái tử Vương Ngô (Cao Ly Khang Tông sau này) ra đảo Giang Hoa. Người con trai thứ năm của Nhân Tông, được đưa lên ngôi, tức Cao Ly Thần Tông.
Năm 1202, Minh Tông bị kiết lỵ rồi băng hà tại Xương Lạc cung, táng tại Trí lăng (智陵), truy thụy là Hoàng Minh Quang Hiếu Đại vương (皇明光孝大王).

## Gia đình
- Cha: Cao Ly Nhân Tông.
- Mẹ: Cung Duệ Vương hậu.
- Huynh đệ:
  - Vương huynh Cao Ly Nghị Tông (고려 의종; 1127 – 1173).
  - Vương đệ Cao Ly Thần Tông (고려 신종; 1144 – 1204).

### Thê tử
- Quang Tĩnh Vương hậu (광정왕후), con gái của Giang Lăng công Vương Uẩn. Uẩn là chắt nội của Cao Ly Văn Tông và là cháu nội của Tương Hiến vương Vương Đào. Bà nguyên phong Nghĩa Tịnh Vương hậu (義靜王后; 의정왕후). Khang Tông truy phong Quang Tĩnh Thái hậu (光靖太后; 광정태후). Bà là em của Nghị Tông Trang Kính Vương hậu và là chị của Thần Tông Tuyên Tĩnh Vương hậu.
  1. Cao Ly Khang Tông (1152 – 1213).
  2. Diên Hi Cung chúa (연희궁주; 延禧宮主), lấy Ninh Nhân hầu Vương Chân (영인후 왕진; 寧仁侯 王稹).
  3. Thọ An Cung chúa (수안궁주; 壽安宮主; ? – 1199), lấy Xương Hòa hầu Vương Hựu (창화후 왕우; 昌化侯 王祐).
- Những người con sau do các cung tần sinh ra, đều xuất gia đi tu.

1. Vương Thiến Tư (왕선사; 王善思)
2. Vương Hồng Cơ (왕홍기; 王洪機)
3. Vương Hồng Xu (왕홍추; 王洪樞)
4. Vương Hồng Quy (왕홍규; 王洪規)
5. Vương Hồng Quân (왕홍균; 王洪鈞)
6. Vương Hồng Giác (왕홍각; 王洪覺)
7. Vương Hồng Di (왕홍이; 王洪貽)